# Ennio Tamiazzo
Ennio Tamiazzo (Saonara, 15 de junio de 1911-Ponte San Nicolò, Italia, 1982) fue un pintor, escultor y  muralista italiano. Es conocido por sus murales desarrollados en Caracas en los años 1950 durante el auge de la Arquitectura Moderna. 
Su estilo, influenciado por el vanguardismo se distingue por la técnica del Mosaico italiano y el uso de motivos mitológicos, elementos folclóricos y reminiscencias de la modernidad. Luego de gozar un breve período de popularidad, su trabajo cayó en el olvido hasta que fue redescubierto en 2008, momento a partir del cual ha recibido el interés de ciudadanos, arquitectos y especialistas. 

## Biografía

### Primeros Años y Etapa en París (1911-1935)
Ennio vivió su infancia en la localidad de Saonara, perteneciente a la provincia de Padua. Era hijo de un carpintero y desde pequeño le apasionó la escultura. En su adolescencia comenzó a trabajar en el taller de un cantero especializado en escultura funeraria, lugar donde aprendió el arte de la talla en mármol.
En 1930, viaja a Francia y se aloja junto a su tío en París. En este período participa en la Feria Internacional de Arte como ayudante de escultor y frecuenta los ambientes parisinos, donde se relaciona con destacados artistas e intelectuales de la época. Gracias a esta experiencia su personalidad maduró, liberándolo de cualquier provincianismo. 
En esta estancia de dos años practicó contantemente la pintura y escultura, durante la cual descubrió que el arte era su razón de vivir. En 1932 parte de regreso a Italia.

### Africa Oriental (1935-1945)
En 1935, se enlista en el ejército italiano hacia Eritrea como soldado de los Ingenieros Militares durante la Segunda guerra ítalo-etíope. En el transcurso de la guerra esbozó continuamente dibujos y retratos de generales, soldados y civiles en un cuaderno, donde también fue tomando notas de sus vivencias. Luego de la victoria italiana en 1936, se asienta en Asmara debido al estallido de la Segunda Guerra Mundial.     
En 1942 tras la ofensiva británica, los territorios son tomados por los aliados y los civiles italianos inician a ser evacuados. Durante las operaciones militares, miles de combatientes italianos son internados en campos de prisioneros. Debido a su participación, Tamiazzo fue o evitó ser capturado. Para 1945 logra escapar de la antigua colonia.    

### Roma y regreso a Padua (1945-1953)
Luego de concluir la guerra, regresa a Italia y comienza a trabajar en Roma como escultor en el taller de Mario Sironi, artista que teorizó y promovió el regreso a la pintura mural. En su estudio aprendió el arte de la escultura monumental, la técnica del bajorrelieve y a perfeccionar sus conocimientos sobre el mármol.
En 1946 vuelve a Padua donde se convirtió en un destacado exponente artístico de la ciudad. Aquí inicia labores en el taller de Via Rogati junto a otros pintores regionales como Luigi Montanarini, Pericle Fazzini, Aurelio De Felice, Guzzi o Querel. Las pinturas de este período son principalmente de tema sacro, como los retablos. Algunas obras de esta época se encuentran en Suiza. Para inicios de los años 50, se convierte brevemente en docente de arte en el Instituto de Arte Pietro Selvático de Padua. 

### Etapa en Venezuela (1953-1959)
En 1953 decide emigrar a Caracas. La capital venezolana se encontraba en pleno desarrollo y apogeo arquitectónico gracias al Boom petrolero. Esta bonanza le facilitó encontrar oportunidades laborales en las nacientes urbanizaciones de la ciudad, en las cuales realizó una serie de murales en las fachadas de edificios multifamiliares recién construidos. La visibilidad de estas grandes obras le ofreció un temprano renombre que le permitió acceder a otros encargos privados para casas y residencias. Sus años en Venezuela fueron los más prolíficos de su carrera, ejecutando alrededor de una decena de trabajos.  
En 1954 finaliza el mural del Edificio Viulma, obra muy publicitada y que fue clave en su reconocimiento. Gracias a ella recibió numerosas notas de prensa a nivel nacional como internacional. Tanto así que incluso logró posicionar los murales de mosaico vítreo como un valor agregado en los edificios residenciales, marcando una preferencia para los edificios de apartamentos que se construían en Caracas. Una de las noticias mas notorias fue publicada el 11 de septiembre de 1955 en el diario The New York Times, donde una breve reseña hace apreciación sobre "una tendencia en la producción edilicia caraqueña". 
El 23 de noviembre de 1955, el periódico El Universal informaba sobre el mural del Edificio Humboldt con una publicidad que decía "Un gigantesco mural adorna edificio en el este". Pocas semanas después, en enero de 1956 la revista Popular Science le dedica un espacio al mural del Viulma, haciendo una referencia plástica de los colores presentes, así como también resaltando el coste del mismo, el cual fue de unos 12.000$ aproximadamente, convirtiendo el arte del mosaico vítreo en un artículo de lujo de las nuevas edificaciones de carácter privado.  

### Últimos años y muerte (1977-1982)
Los últimos años de su vida, a partir de 1977, fueron años de aislamiento debido a la muerte de su hijo menor. Falleció en 1982

## Obras
Venezuela
- Mural Edificio Rohen III (1953) - San Bernardino, Caracas
- Mural Edificio Dédalo (1954) - Maripérez, Caracas
- Mural Edificio Viulma (1954) - El Bosque, Caracas
- Mural Edificio Yoraco (1955) - Colinas de Bello Monte, Caracas
- Mural Edificio Yoraco / Vestíbulo (1955) - Colinas de Bello Monte, Caracas
- Mural Teatro Colinas (1955) - Colinas de Bello Monte, Caracas Atribuido*
- Mural Edificio San Gabriel (1955) - Los Palos Grandes, Caracas
- Mural Edificio Masa / Vestíbulo (1955) - Chacao, Caracas  (Descubierto en 2009)
- Mural Edificio Humboldt (1956) - Altamira, Caracas
- Mural Edificio Eica (1957) - Colinas de Bello Monte, Caracas Atribuido*
- Mural Edificio del Círculo Militar (1957) - San Cristóbal, Táchira
- Relieve Edificio Mirasol (1958) - Colinas de Bello Monte, Caracas (Descubierto en 2024)

Italia
- Murales y Decoración Hotel Park (1960s) - Abano Terme, Padua
- Murales y Decoración Hotel Ambassador (1960s) - Abano Terme, Padua
- Murales y Decoración Hotel Tritone (1960s) - Abano Terme, Padua
- Murales y Decoración Hotel Columbus (1960s) - Abano Terme, Padua
- Murales y Decoración Hotel Alba (1960s) - Montegrotto Terme, Padua
- Murales y Decoración Hotel Garden Terme (1960s) - Montegrotto Terme, Padua
- Estatua de San Basilio (1965) - Iglesia de Roncaglia, Padua
- Pintura Última Cena (1965) - Iglesia de Roncaglia, Padua
- Mural Capilla Privada (1972) - Cittanova, Calabria

Austria
- Alto relieve Piscina Privada (1973) - Seefeld, Austria